# Луки (Львовская область)
Луки (укр. Луки) — село в Рудковской городской общине Самборского района Львовской области Украины.
Население по переписи 2001 года составляло 935 человек. Занимает площадь 7,49 км². Почтовый индекс — 81435. Телефонный код — 3236.